# عباس عیاد
عباس عیاد (انگلیسی: Abbas Ayyad؛ زادهٔ ۱۱ مهٔ ۱۹۸۷) بازیکن فوتبال اهل بحرین است.
وی همچنین در تیم ملی فوتبال بحرین بازی کرده‌است.